# Jun Endo
Pour les articles homonymes, voir Endo.
Jun Endo (遠藤 純, Endō Jun), née le 24 mai 2000 à Shirakawa, est une footballeuse japonaise. Elle joue pour Angel City et l'équipe nationale japonaise. 

## Biographie

### Carrière en club
En 2018, elle quitte le JSC Academy Fukushima LSC pour rejoindre le club du NTV Beleza. 

### Carrière internationale
En 2016, Endo est appelée en équipe nationale japonaise des moins de 17 ans, pour disputer la Coupe du monde des moins de 17 ans. Lors de ce mondial, elle joue quatre matchs et inscrit trois buts. Le Japon termine à la 2e place, derrière la Corée du Nord. 
En 2018, Endo est appelée en équipe nationale japonaise des moins de 20 ans pour disputer la Coupe du monde des moins de 20 ans. Titulaire, elle joue les six matchs de son équipe et marque deux buts. Le Japon remporte le tournoi en battant l'Espagne en finale. 
En février 2019, Endo est sélectionnée en équipe nationale du Japon pour la SheBelieves Cup 2019. Lors de ce tournoi, le 27 février, elle fait ses débuts contre les États-Unis.
Elle fait ensuite partie des 23 joueuses japonaises retenues afin de participer à la Coupe du monde 2019 organisée en France.